# Gerbillus mauritaniae
Gerbillus mauritaniae là một loài động vật có vú trong họ Chuột, bộ Gặm nhấm. Loài này được Heim de Balsac mô tả năm 1943.